# Gödning
|  | Wiktionary har en ordboksartikel om gödning. |

Gödning är uppfödning av djur för slakt, det vill säga att ge slaktdjuret en lämplig fettansamling. Ordet ger en känsla av icke lämplig fettansättning, särskilt i sammansättningarna gödkyckling och gödsvin, men används ändå i ordet gödkalv.